# Gitter (Einheit)
Gitter war eine Maßeinheit in russischen Hütten- und Bergwerken und eine Masseneinheit für Kohle und Erze. Das Maß wog etwas mehr als 13,6 Kilogramm.
- 1 Korb (Kohle) = 24 Gitter = 20 Pud (1 P. = 16,36 Kilogramm) entsprach 1 Fuder (Erz)